# 瓦萊麗雅·布魯尼-特德斯奇
華薇莉·布魯尼·泰德奇（義大利語：Valeria Bruni Tedeschi，1964年11月16日—），生於義大利都靈，意大利女演員，萨科齐夫人卡拉·布魯尼同母異父的姊姊。

## 外部連結
- 瓦萊麗雅·布魯尼-特德斯奇在互联网电影资料库（IMDb）上的資料（英文）